# Mitroplatia nivemaculata
Mitroplatia nivemaculata är en tvåvingeart som beskrevs av Fan, Fang och Yang 1992. Mitroplatia nivemaculata ingår i släktet Mitroplatia och familjen husflugor.
Artens utbredningsområde är Yunnan (Kina). Inga underarter finns listade i Catalogue of Life.